# Birgit Finnilä
Birgit Finnilä, née le 20 janvier 1931 à Sibbarp, comté de Halland, est une chanteuse d'opéra suédoise (alto / contralto).

## Biographie
Birgit Finnilä naît le 20 janvier 1931 à Falkenberg (comté de Halland),.
Elle commence à étudier le chant à l'âge de dix-sept ans à Göteborg, avec Ingalill Linden, avant de se marier et de vivre quelques années en Finlande. En 1961, elle est de retour avec sa famille à Göteborg et reprend ses études avec Linden. Elle achève sa formation avec Roy Henderson à la Royal Academy of Music de Londres.
À compter de 1963, elle se produit en concert dans les pays scandinaves. En 1966, elle fait ses débuts à Londres dans un récital de mélodies, et chante en concert à Berlin, Hambourg, Hanovre, Stuttgart, Düsseldorf, ainsi qu'à la radio.
Après des débuts scéniques réussis à Göteborg en 1967 dans le rôle-titre d'Orphée et Eurydice de Gluck, Birgit Finnilä acquiert une renommée internationale, en particulier pour ses interprétations en concert de Bach. Elle fait ses débuts en Amérique du Nord en 1968, effectue des tournées en 1970-1971, chantant en Australie, Amérique du Nord, en URSS, au Canada et en Israël.
À l'opéra, elle est Erda dans la Tétralogie de Wagner au Festival de Salzbourg en 1973-1974, sous la direction de Karajan, puis à l'Opéra de Paris en 1976, ainsi qu'au Metropolitan Opera en 1981.
À son répertoire figure également Le Viol de Lucrèce de Britten, les rôles de Brangäne (Tristan und Isolde), Hedwige (Guillaume Tell de Rossini) et du coquillage (Die ägyptische Helena de Richard Strauss), qu'elle chante à Carnegie Hall en 1979.
Au disque, elle participe à des enregistrements pour EMI (Marcellina dans Le Nozze di Figaro et participation au Te Deum de Bruckner sous la direction de Daniel Barenboim, ainsi que Lady Macbeth de Mtsensk de Chostakovitch sous la direction de Mstislav Rostropovich), Erato et Philips. 